# Hanga Roa

Đảo Phục Sinh

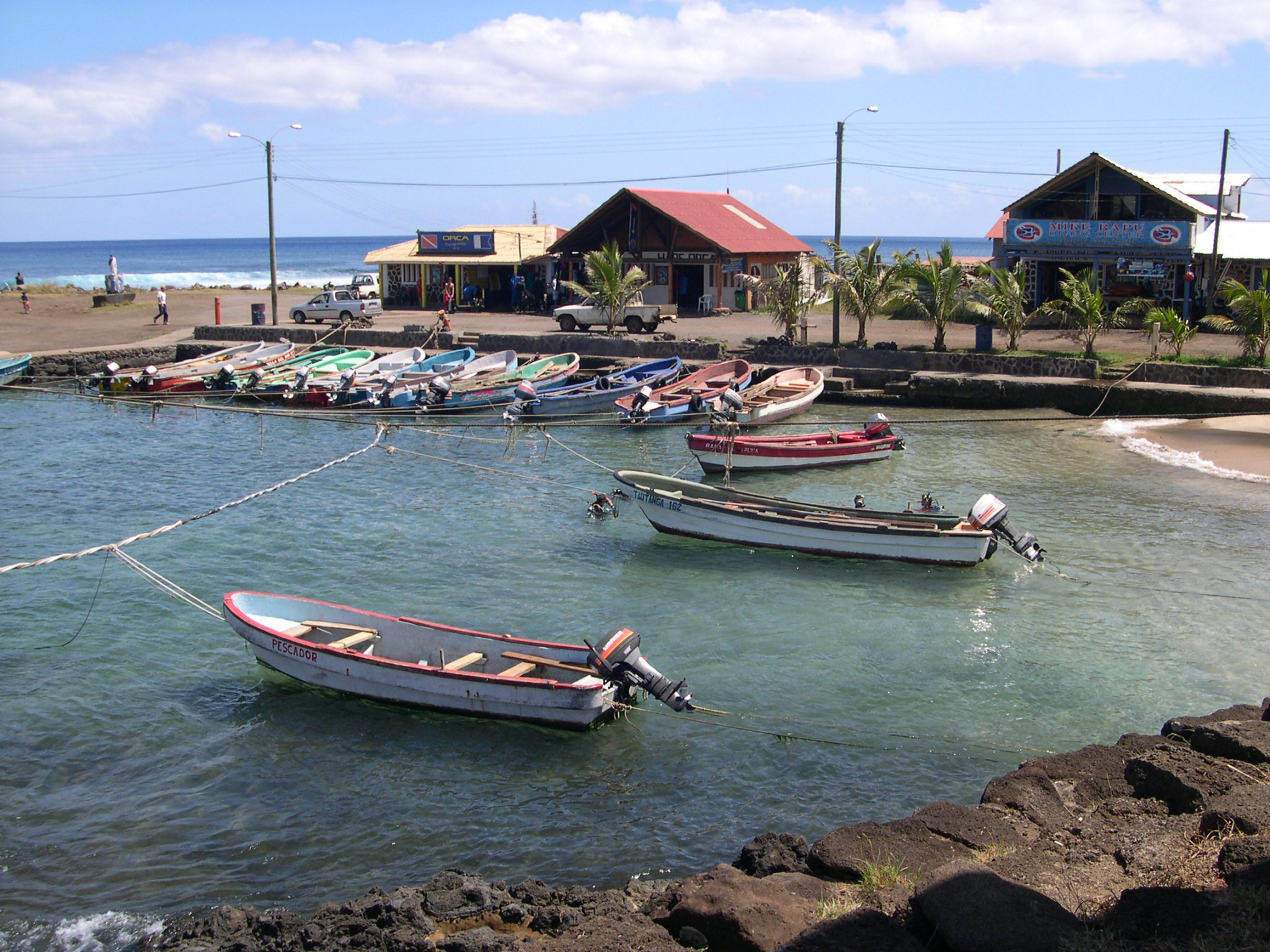
Cảng Hanga Roa

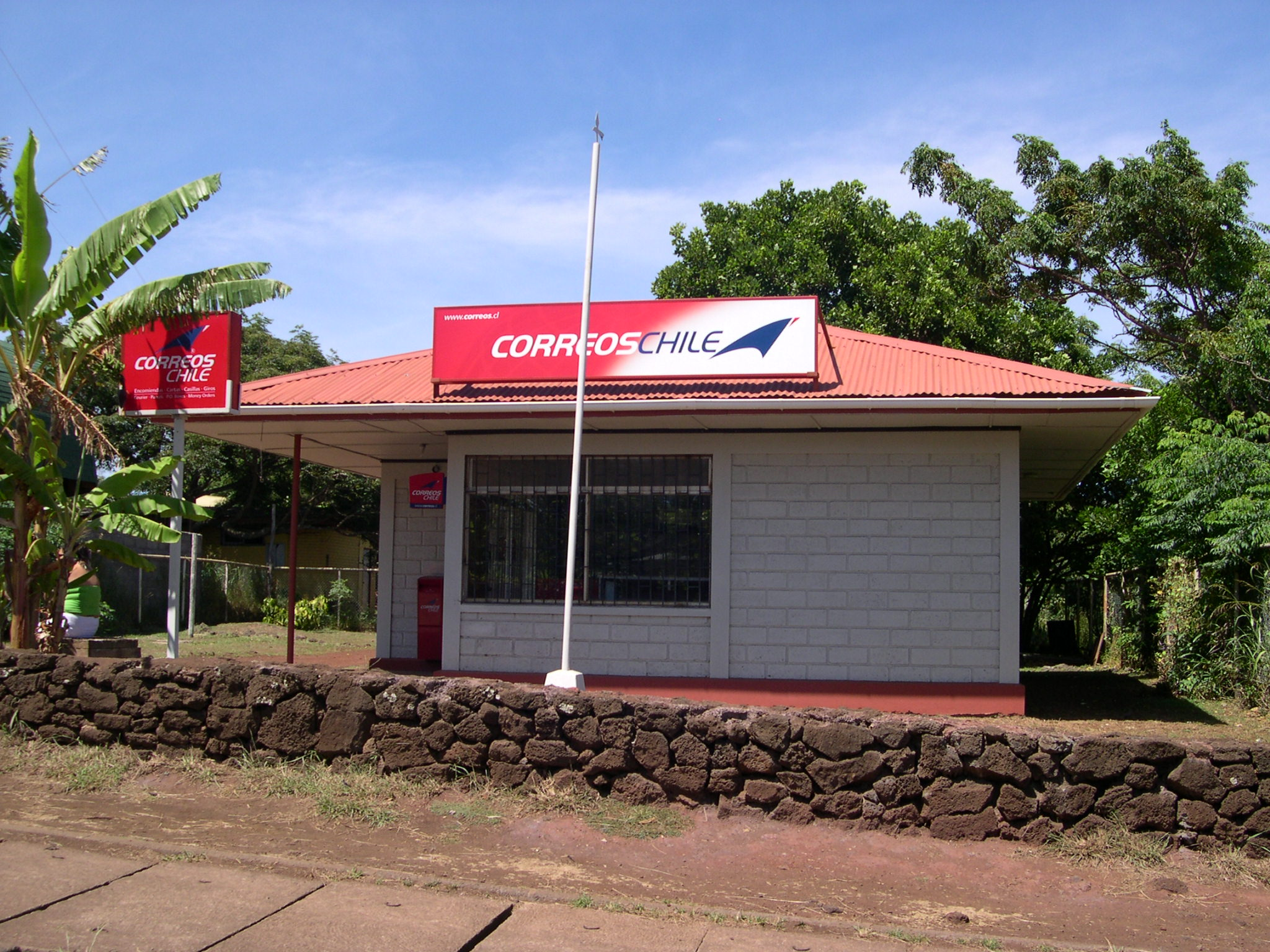
Một bưu điện tại Hanga Roa

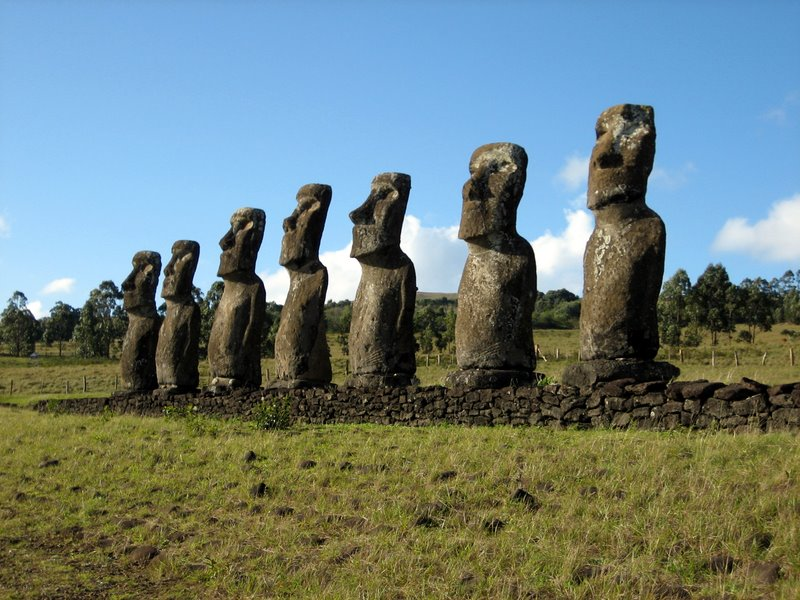
Moai

Hanga Roa là đô thị chính và là thủ phủ của tỉnh đảo Phục Sinh của Chile, một lãnh thổ tại Thái Bình Dương. Thị trấn nằm ở bờ biển phía tây nam của đảo, ở vùng đất thấp giữa các ngọn núi lửa đã tắt là Terevaka và Rano Kau.
Thị trấn có một số khách sạn và nhà nghỉ phục vụ cho du khách đến tham quan các Di sản thế giới trên đảo, đặc biệt là các moai (tượng). Hanga Roa và khu vực xung quanh có một số moai đặc biệt, nhưng có những tượng lớn hơn tại các nơi khác trên đảo.
Ngoài du lịch, các ngành kinh tế khác của Hanga Roa gồm đánh bắt cá, nuôi trồng thủy sản, một số cơ quan chính phủ Chile trong đó có Hải quân Chile duy trì sự hiện diện tại đảo.